# Asian Sevens Series 2022
El Asian Sevens Series de 2022 fue la decimotercera temporada del circuito de selecciones nacionales masculinas asiáticas de rugby 7.
El campeón y subcampeón del torneo clasificaron al Challenger Series 2023.

## Calendario
| Torneo                | Ciudad  | Fecha                | Campeón   |
| --------------------- | ------- | -------------------- | --------- |
| Seven de Bangkok 2022 | Bangkok | 22 - 23 de octubre   | Hong Kong |
| Seven de Incheon 2022 | Incheon | 12 - 13 de noviembre | Hong Kong |
| Seven de Ajman 2022   | Ajman   | 26 - 27 de noviembre | Hong Kong |

## Tabla de posiciones
| Pos | País                   | THA | KOR | UAE | Puntos |
| --- | ---------------------- | --- | --- | --- | ------ |
| 1   | Hong Kong              | 12  | 12  | 12  | 36     |
| 2   | Corea del Sur          | 8   | 10  | 4   | 22     |
| 3   | Emiratos Árabes Unidos | 7   | 4   | 10  | 21     |
| 4   | Japón                  | 10  | 2   | 8   | 20     |
| 5   | China                  | 5   | 5   | 7   | 17     |
| 6   | Filipinas              | 4   | 8   | 5   | 17     |
| 7   | Sri Lanka              | -   | 7   | 2   | 9      |
| 8   | Malasia                | 2   | 1   | 1   | 4      |

| Bandera de Hong Kong |
| Campeón Hong Kong    |
| 5º título            |